# Sintaluta
Sintaluta est une ville de la Saskatchewan au Canada.

## Géographie
La localité de sintaluta est située dans le sud-est de la province de Saskatchewan, à 85 km à l'est de la ville de Regina.

## Toponymie
Le nom de Sintaluta vient d'un terme lakota signifiant "la queue du renard roux".

## Démographie
| 2016 | 2021 |
| ---- | ---- |
| 119  | 124  |